# MÁV 321 sorozat
A MÁV Ik. osztályú, később 321 sorozatú mozdonya hegyipályai szerkocsis gyorsvonati gőzmozdony volt a Magyar kir. Államvasutaknál (MÁV).

## Története
Mivel  az Ih. osztályú mozdonyokkal a hegyipályai gyorsvonatok továbbítási problémáit nem sikerült megoldani, a MÁV vezetése újabb megbízással kereste meg az Állami gépgyár mozdonyszerkesztési irodáját, ezúttal egy olyan kompaund rendszerű 2C tengelyelrendezésű mozdony megtervezésével, mellyel végre sikerül a fiumei vonal gyorsvonatait megbízhatóan és gazdaságosan továbbítani.
Az Ie osztályú mozdonyok iker-tandem elrendezésű gépezetének üzemeltetési tapasztalatai alapján a kéthengeres kompaund rendszert választották. Az így adódó nagyméretű kisnyomású gőzhenger miatt azonban az Ie és Ih osztályoknál alkalmazott külső keretelrendezés nem volt alkalmazható, úgyhogy az Ik osztályba sorolt mozdony belső keretelrendezéssel készült. Ám még így is , hogy az űrszelvényben elférjenek, a keret első részét – ahol a gőzhengerek kerültek elhelyezésre - szűkíteni kellett ami a későbbiekben nem várt problémákat okozott. A váltakozva fellépő nagy dugattyúerők miatt ugyanis a gőzhengerek gyakran meglazultak, így azokat külön megerősítő rögzítéssel kellett ellátni.
Előre számítva az eredményre, a kompaund mozdonyokat (Ik osztály) összehasonlítva a telített gőzű ikerhengeresekkel (Ih osztály, 320 sorozat), jobb eredményt értek el, -  azaz kisebb volt a  szén- és vízfogyasztásuk, azonos kazánméret mellett teljesítőképesebbek voltak, stb. - ezért a MÁV 1897-ben 15 db Ik. osztályú mozdonyt rendelt a MÁV Gépgyár tól, azután 1898-ban még hármat.
A MÁV második számozási rendszerében az Ik. osztály 661-678 pályaszámait kapták. 1911-től a 321.001-018 pályaszámokat viselték.
Az első világháború után a 321.010 a ČSD-hez került mint 344.701 és 1927-ben selejtezték.
A II. világháborús események kapcsán 3 mozdony visszakerült MÁV állományba melyek még a háborút követően is tovább üzemeltek. 
A MÁV a sorozat utolsó darabjaként a 321.010 pályaszámú mozdonyt közel 70 évesen 1963-ban törölte mozdonyállagából.

## Szerkezete

### Keret, futómű
A keretről már történt említés a fentiekben. A műszaki megoldás az volt, hogy a keret főtartóit az első kapcsolt tengely előtt előbb befelé, majd pedig kifelé meghajlították úgy, hogy a második hajlítás után a két főtartó ismét párhuzamosan, de immáron csak 810 mm-távolságban folytatódott a mellgerendáig. A főtartókat az összehúzás helyén egy nagyméretű acélöntvény merevítette, ám még ez sem tudta megakadályozni a váltakozó dugattyúerők okozta gőzhenger-fellazulást. Ezért azután a gőzhengereket még külön merevítőkkel is a kerethez kellett rögzíteni.
A forgóvázban megnövelték a futótengelyek távolságát a 320 sorozathoz képest, valamint a forgócsapot eltolták a középvonaltól 45 mm-t hátra, oldalirányban 30–30 mm mozgást biztosítottak neki és laprugókkal segítették az alapállásba való visszatérését.
A hordrugókat a kereten belül az ágytok alá helyezték és a hajtó és a második csatolt tengely rugói közé kiegyenlítő himbákat szereltek.

### Kazán
Az Ik osztályú mozdonynak félhenger alakú mennyezetcsavaros kialakítású állókazánja volt. Szerkezete megegyezett az Ie és Ih osztályokéval, méreteiben azonban némiképp eltért azoktól.
Rostélyfelülete 2,6 m² ami közel fél m²-el kisebb elődeinél, teljesítménye azonban a kompaund gépezetnek köszönhetően közel azonos.
Lényeges változás a hosszkazán tűzcsőhosszainak megnövelése 4500 mm-re ami javította a kazán hatásfokát és egyben teljesítményét is megnövelte.
A hosszkazán egyebekben, továbbá a kémény, hamuláda, stb. megegyezik az Ie és Ih osztályok azonos berendezésével.
Megemlítést kíván még, hogy a hosszkazán tengelyét a gőzhengerek elhelyezése miatt  2400 mm magasra kellett emelni a sínfejek fölé, ezzel az Ik osztály lett a MÁV XIX. századi legmagasabb mozdonya.

### Gépezet
A gépezet kéthengeres, kompaund működésű. A kisnyomású henger a keret jobb-, a nagynyomású pedig a baloldalára került felszerelésre a forgózsámoly oldalirányú mozgása miatt 10%-os lejtéssel. A hengerek térfogataránya 1:2,16.
A tolattyúk súrlódásából adódó teljesítményveszteség a tekintélyes méretű kisnyomású tolattyú miatt jelentős, ezért hamarosan hengeres tolattyússá alakították át őket ahol már a teljesítményveszteség nem érzékelhető számottevően.
A gőzelosztást Heusinger vezérmű végzi melyet kormánycsavarral lehet állítani.  A két henger töltéseit különböző hosszúságú állítókarokkal sikerült közel azonos munkavégzésre beállítani.
Az indulás megkönnyítésére az átömlőcsőbe indítószelep került melynek segítségével induláskor a kisnyomású henger is friss gőzt kap elősegítve ezzel az elindulást.
Az üresjárási ellenállás csökkentésére a hengerekbe Ricour szelepeket építettek be.
A dugattyúk által kifejtett indikált teljesítmény 620 LE volt.

### Kisegítő berendezések
A kisegítő berendezések és egyéb felszerelések megegyeznek az Ih mozdonyokéval és azonosak a szerkocsik is.